# Стефан Војислав
Стефан Војислав (Брусно, око 990 — Прапратна, око 1044), по Летопису попа Дукљанина познат и као Доброслав, био је српски кнез (архонт) Дукље и Травуније из прве половине 11. века, који је збацио византијску власт и успешним биткама, превасходно код Бара, одбранио независност своје државе. У том раздобљу, његова вазална власт се проширила и на суседне области Захумља, Босне и Рашке. По њему се целокупна династија која је владала Дукљом, Травунијом и осталим српским земљама током скоро два века назива Војислављевићима.

## Биографија
Порекло Стефана Војислава, као и врста његове повезаности са претходним дукљанским кнезом Јованом Владимиром (око 990 — 1016), нису у потпуности разјашњени. Према Летопису попа Дукљанина, његов отац је био кнез Травуније и стриц Јована Владимира Драгимир, док му је мајка била ћерка жупана Рашке Љутомира. Извесне потврде овога, могу се наћи и код византијских хроничара, који Стефана Војислава називају Травуњанином Србином. Према Дукљанину Стефан Војислав се родио у Босни, где је провео детињство, а затим га је родбина васпитала у Дубровнику.

### Претходници
Крајем 10 и почетком 11 века, у српској поморској кнежевини Дукљи владао је кнез Јован Владимир, док је у суседној кнежевини Травунији владао његов стриц — Драгимир, све док његове земље није освојио словенски цар Самуило 1009. или 1010. године. Недуго након овога, Јован Владимир оженио се Самуиловом ћерком — Теодором Косаром, па је његовим посредовањем је Драгомиру враћена Травунија. Након овога, Владимир и Драгомир су владали у својим областима као Самуилови вазали.
После Самуилове смрти, након битке код Беласице 1014. године, његово пространо царство наследио је његов син јединац — Гаврило Радомир. Гаврило Радомир владао је непуних годину дана, будући да га је збацио и убио његов брат од стрица — Јован Владислав. Будући да је Јован Владислав на престо дошао нелегитимно, као узурпатор, плашио се да са престола не оде како је и дошао. Због тога је на превару убио дукљанског кнеза Јована Владимира, који је био Самуилов зет, и самим тим легитиман наследник његовог престола, у Преспи 1016. године.
Међутим, Јован Владислав погинуо је ратујући против моћног византијског цара Василија II Македонца, под зидинама Драча, крајем 1017. године. Након овога, Драгомир је покушао да преузме земље свог мучки убијеног сестрића, приспевши са војском у Боку которску, у првој половини 1018. године. Тамо је био примљен од Которана на острву Св. Габријела (данашњи Страдиоти), док је током гозбе убијен у цркви. Није потпуно јасно ко стоји иза овог убиства. Могуће је да су то били сами житељи града Котора, јер су међу њима још увек биле свеже успомене Самуиловог напада на Травунију 1009/1010. године када је Самуило однео мошти Светог Трифуна. Убиство Драгомира је могло бити и дело тадашње Бугарске, али је вероватније дело Византије, јер је Драгомир био вазал недавно преминулог Самуила , а такође ни јачање Драгимира није било у складу са његовим плановима успостављања византијске власти у Далмацији.
Након његове трагичне смрти, Драгомира жена је отишла у Рашку код њеног оца Љутомира, међутим када је стигла у своју домовину сазнала је да је њен отац преминуо. Из Рашке се заједно са мајком, Љутомировом удовицом, упутила у тадашњу Босну својим ујацима. На путу у Босну родила је сина — Доброслава, на месту које се зове Брусно у Дринској жупанији. Поп Дукљанин је записао да је он своје младалачке дане провео у Дубровнику.
Летопис такође наводи, да је био ожењен принцезом из Самуилове (976—1014) породице са којом је имао петорицу синова (Гојислав, Предимир, Михаило, Жегавац и Радослав). Словенски устаници који су се 1072. године побунили против Византије, тражили су од Војислављевог сина Михаила (око 1050—1081) да им пошаље једног од својих синова да га прогласе за цара и Самуиловог наследника, што је потврда његовог брака са неком Самуиловом сродницом.

### Војислав или Доброслав?
Постоје 3 различита аутора који нам дају податке о животу Стефана Војислава — Поп Дукљанин, Скилица и Кекавмен. Међутим, Поп Дукљанин ову личност назива Доброслав, док га остала 2 аутора — Скилица и Кекавмен, називају Војислав. Још већи проблем настаје када нам Дукљанин посредно говори да је Доброслав рођен 1018 године, а знамо да у време друге побуне 1040. године, када Доброслав има свега 22 године, он има чак 5 синова који су сви војно способни, односно, имају више од 17 година. Да бисмо знали одговор на ову недоумицу — морамо гледати политичке околности у којима дела ових аутора настају. У време настајања Дукљаниновог дела, Дукљом владају Војислављеви потомци. Сасвим је могуће да је Дукљанин намерно поистоветио Војислава, оснивача династије Војислављевића са Драгимировим сином Доброславом, у намери да легитимизује тренутно владајућу династију и повеже је са династијама које су претходно владале на овим просторима. Траг да је Поп Дукљанин Војиславу можда намерно наденуо име Драгимировог сина Доброслава налази се у његовом наводу да су Доброслава „родитељи послали да се образује у Дубровник.” (post a parentibus educatus est Ragusii). Мада, сасвим је могуће да се ово односи само на његову мајку, која се у међувремену можда и преудала.
Фердо Шишић је предлагао да се Драгимир женио 2 пута, и да је син из његовог првог брака — Стефан Војислав, о коме пишу Скилица и Кекавмен, а син из другог брака — Доброслав, о коме пише Поп Дукљанин. Међутим, проблем са овом теоријом јесте што Дукљанин наводи да је Драгимир „једини преживео од њиховог (владарског) рода (hic solus de progenie illorum superest)”.
Међутим, најлогичније решење овог проблема јесте да је пуно име ове личности било — Стефан Доброслав Војислав, слично као код Самуиловог сина коме је пуно име било Роман Гаврило Радомир. Чак шта више, Ђанантонио Боман каже да је овој мистериозној личности име „Војислав” наденуо народ као надимак, зато што је био веома успешан у војевању. Међутим, овај одговор и даље не решава питање Војислављевих синова. Као што је већ напоменуто, Војислав очигледно са 22 године има 5 синова са којима дели команду над својом војском. Једино могуће решење јесте да они нису његови рођени синови, већ његови синовци, дакле синови Јована Владимира и његове жене Косаре. Објашњење за ову дилему може се наћи у чињеници да је Летопис Попа Дукљанина превођен са словенског на латински, па онда поново на српски. Сасвим је могуће да је у оригиналу аутор заиста искористио реч синовац, али је није било могуће превести на латински другачије него са filius, што је после на српски језик превођено као син.
Такође је у Дубровник је могао да стигне после Самуилове офанзиве 1009/1010. године, када је његов отац Драгомир привремено изгубио власт у Травунији. Тако би се могла објаснити нелогичност у Дукљаниновом тексту, да су његови родитељи послали Доброслава (Стефана Војислава) у Дубровник, што је немогуће уколико се то десило после 1018. године, јер му је отац тада био убијен. То би уједно и разрешило питање синова пошто по овом сценарију у време друге побуне има преко 30 година. У светлу овог сценарија, може се рећи да је Стефан Војислав рођен у Травунији, по свој прилици у Требињу, почетком последње деценије 10. века. Током његовог боравка у Дубровнику, родитељи су га оженили кћерком Романа Гаврила Радомира, где је остао под византијској заштити све до пада царства Самуилових наследника 1018. године. Његови синови који су у време избијања устанка били одрасли људи, како изричито каже Поп Дукљанин (qui iam iuvenes et milites strenui erant), морали су бити рођени између 1015/1016. године и 1020/1021. године.
Дубровачки писци, најчешће непоуздани за средњи век највише пажње поклањају босанском владару Стефану, чију владавину стављају у почетак 9. века. Те дубровачке легенде су најпре записане током 14. века, а можда се ипак односи на Војислава и боравак у Дубровнику.
Није немогуће да га је Драгимирова удовица родила у Босни. Њему се тамо губи сваки траг, осим код Дукљанина, који га упорно сматра за оснивача дукљанске династије. Податак да је Драгомирова друга жена била кћер жупана Рашке Љутомира, указује на то да је после Самуилове смрти дошло до приближавања родбинских веза, што би најпре могао да буде разлог политичког и војног опадања царства после Самуилове смрти. Тако је Драгомиров син из првог брака Стефан Војислав, у Дубровник доспео 1009/1010. године.

### Живот у Дубровнику и невеста
Податак који потврђује да је Војислав био ожењен нећаком цара Самуила доноси доцнији догађај из историје Дукље, јер је Бодин, Михаилов син поменут као потомак бугарског цара и да је због свог сродства био проглашен за цара Бугарске 1072. године.
Поставља се питање ко је била унука цара Самуила. У историографији се сматра је кћер Гаврила Радомира или ћерка Самуилове браће — Арона, Мојсија или Давида. Израз „nepotem Samuelis” може да означава и даљи род. Сигурно се Војислав оженио у Дубровнику где су заиста могли да бораве шири чланови Самуилове породице, где су нашли уточиште после Самуиловог погубљења његовог брата Арона, док су Давид и Мојсије погинули у ратним операцијама. Од Арановог рода преживео је само Јован Владислав, кога је од смрти спасао Гаврило Радомир, па међу Арановим потомцима не треба тражити невесту Стефана Војислава. Најпре би се мислило да млада потиче из породице Давида и Мојсија, који су се могли склонити у Дубровник када су се обручавали Самуило и Ароном и чланови његове породице.
Реконструкција догађаја Стефана Војислава из младости веома тешко може бити сто посто тачна. Као две поуздане чињенице имамо да је био син кнеза Травуније, Драгимир и да је био ожењен Самуиловом нећаком из Мојсијеве или Давидове породице. Пошто је тада Дубровник био под Византијом, могло би се рећи да су припадници бугарског владарског рода заправо ставили себе под византијску заштиту.
Дубровачки писац Јакоб Лукаревић доноси занимљив податак који се не налази код његовог савременика Марва Орбина. Ликаревић помиње како је Стефан, краљ Далмације, дошао у Дубровник са својом женом Маргаритом (nata del sangue Romano). Што је још важније, Лукаревић помиње Попа Дукљанина у изворима — il Prete di Doclea, а према сачуваним рукописима Попа Дукљанина не пише ништа о овом краљу Стефану. Тај податак не постоји ни у Обринијевом издању Летописа из 1601. године. Оженио се Недом
Dobroslav si marita la seconda volta con Neda figliuola del Re Bulgaro
Тврди да је и Неда по удаји добила име Доминика.
…ch'era Neda, in Latino Dominica, figliuola del Re de' Bulgari
Највероватније је да је по удаји примила латинско крштење, јер је у то време било доминантно у Дукљи. Можда се у изразу „nata del sangue Romano” крије име његовог оца Романа, који су исто у изворима помиње као Гаврило Радомир, којег је Јован Владислав погубио 1015. године и чија се породица склонила у Дубровник под византијску заштиту. У овом случају до Стефановог брака могло је да дође 1015/1016. године, а невеста је била кћера Романа Гаврила Радомира.
Код Лукаревића се исто помиње да је у време Јован Владислава, који је много тлачио „Дубровник”, Дубровчани су примили неколико у свој град племића из Котора, Росе, Дукље и Улциња. Овај догађај је могао да се деси 1009/1010. године када је Самуило опустошио поменуте градове и области. Лукаревић пише да им је Стефан за захвалност што су га примили подарио утврђена места у околини Дубровника — Брен, Груж и Затон. Сва утврђења су се налазила у Травунији тј. у Конвалима, па је овај податак историјски могућ. Лукаревић пише да су Дубровчани када су примали избеглице из Дукље и приморских градова, довели једног грчког племића да управља градом, који је био у добрим односима са царем Константинопоља. Лукаревић у искривљеној приповести, напабирченој из ко зна каквих извора, он заиста преноси историјско језгро у којем је сачувана успомена на византијског стратега који је управљао Дубровником почетком 11. века.

### Враћање у Дукљу
Из византијског Дубровника Стефан Војислав се враћа у Дукљу. Поп Дукљанин записује да им је оштро говорио како да поступају са народом, претварајући се да им је одани сарадник, а заправо у исто време подбуњујући народ који жели да збаци византијску власт. Наводно је устанак на његов наговор плануо, Грци протерани, а устанци су га позвали да преузме престо и земљу својих предака.. Романсиран приказ догађаја ипак садржи одређене историјске чињенице.
Врло је извесно да је Стефан Војислав имао византијску титулу са којом је владао Дукљом, док је он сам био византијски вазал. Византија га је током 1019. године поставља за владара Дукље. Византијски хроничар Кекавмен описује Војислава као лукавог барбарина:
Беше у градовима Далмације, у Зети и Стону, завладао топарх Војислав Дукљанин (ἦν δὲ εἰς τὰ κάστρα Δαλματίας εἰς τὴν Ζένταν καὶ εἰς τὴν Στάμνον τοπάρχης Βοϊσθλάβος ὁ Διοκλητιανός). Стратег хтеде да га зароби. И шта учини? Спријатељи се с њиме да га обмане. Иако је овај био варварин, али по природи и искуству беше мудар, па је он, с једне стране, примао поклоне, а с друге претвараше се као да је цару поданички одан, тобоже због благонаклоности и милости стратега...Они се потом сретну и, изљубивши се, седну. Тек што су они сели, на дати знак опколе стратега и, везавши му руке и ноге, одведу га везанога са његовим сином и свом пратњом и дромонима у Стон. И оним замкама и мрежама, којима (стратег) хтеде да улови, би уловљен, на срамоту Ромеја
Податак о тек рођеном сину упућује на датирање овог догађаја у ране године владавине Стефана Војислава као византијског вазала. Поп Дукљанин, говори о освајањима Василија II Бугароубице после 1018. године, међу покореним областима не помиње Дукљу, већ само Рашку, Босну, Бугарску и све приморске области до граница Доње Далмације. То је знак да је Дукљом владао штићеник, а то је био Стефан Војислав, уз одговарајући византијски чин, у овом случају топарха. Исти писац, Кекавмен помиње топарха Сплита и Задра, Дороњу, који је овим областима управљао као византијски штићеник. Неповрење византијских власти према овим локалним вазалима коју су се називали топарсима, очигледно је на примеру Доброње, кога су упркос чињеници да је сам долазио у Цариград да се поклони цару, у погодном тренутку заробили у намери „да преузму његову земљу”. Поступак Византинаца се ни мало разликује од намера које је имао византијски стратег Дубровника према Стефан Војислав. Датирање овог догађаја, већ и због рођења Стефановог детета, морало би бити током преласка из прве у другу деценију 11. века (1019—1021).
Кекавмен исто помиње како се понашао као царев роб, односно поданик (δoύλoς). Овај податак се сигурно десио пре него што је дошло до устанка у Дукљи у времену када је Стефан Војислав вршио власт у Дукљи као византијски поданик. Сам однос византијских чинова са топарсима јужнословенских племена, у оба примера — Доброње и Стефана Војислава — заправо говори коликој је мери византијска власт на том подручју била на танким основама и подложна брзој и изненадној промени. Очигледно да су византијски стратези имали више права него домаћи топарси, што није могло да се догоди без прећутне дозволе из Цариграда.

## Владавина

### Ране године и прва побуна
Сматра се да је Војислав рођен крајем X века и да је око 1019. године преузео власт у Дукљи као византијски вазал. Након смрти Романа III Аргира (1028—1034) 11. 04., Војислав је, највероватније наредне године, збацио византијску власт. Повод се може наћи у политици новог цара Михаила IV (1034—1041) коју је водио његов брат евнух Јован Орфанотроф. Он је драстично повећао порезе и намете, који нису пунили само државну касу већ и џепове самог Јована и његових рођака. Поред тога он уводи словенском становништву да плаћа порезе у новцу, уместо дотадашњег плаћања у натури што доводи до великог револта међу Словенима, који ће на крају резултовати отвореном побуном. Међутим, Војислављев отпор је брзо савладан и он се већ 1035/1036. године нашао у Цариграду, као византијски заробљеник, а управу над Дукљом је преузео Теофил Еротик.

### Повратак и друга побуна
Крајем 1037. или почетком 1038. године, он успева да побегне из затвора и да се врати у Дукљу из које је потиснуо византијског намесника Теофила Еротика, о чему сведочи запис Јована Скилице:„… Стефан Војислав, архонт Срба, који је био пре кратког времена побегао из Цариграда и заузео земљу Срба, протеравши оданде Теофила Еротика”, Теофил који је као царски намесник управљао земљом 1036—1039. године, а затим проширио своју власт на византијској теми Србији на чијем се челу налазио Љутовид. Византије није одмах реаговала пошто је 1040. године ратовала са Петром Одељаном који је узбуркао широко подручије некадашњег Бугарског царства. Тек када су прилике 1041. године биле сређене и устанак Петра Одељана угашен, Византија се могла позабавити Дукљом. Током зиме 1039/1040. године, један византијски брод се због олујног ветра насукао у Дукљи, а његов товар, који је чинило 10 кентерија злата (7.200 златних номизми, је Војислав задржао за себе. Византијски цар је ово искористио као повод за напад на Дукљу и у пролеће 1040. године је послао на Војислава војску предвођену Георгијем Пробатом. Међутим, његове снаге су се загубиле на непознатом терену, што је Војислав искористио и потпуно их разбио, док се Пробат једва извукао. Поп Дукљанин описује овај поход такође назива византијског војсковођу Арменолулос. Подударност Скилице и Попа Дукљанина, с изузетком имена византијског заповедника, појачава податак код оба писца да византијски командант није из Драча, већ из Цариграда.
Промене на византијском престолу 1041/̈1042. године дале су Стефану Војиславу предах који је искористио да прошири своју област. Освајања су прво ишла на рачун Драча. Када је после краткотрајне владавине цара Михаила V (1041—1042), а после Зоје и Теодара (1042) на византијски престо се тада нашао Константин IX Мономах, Византија се поново посветила Дукљи.

### Битка код Бара
Византијска војска се од Драча упутила према Скадру и Бару нападајући Дукљу са југа, док је византијским вазалима рашком, жупану, босанском бану и захумском кнезу Љутовиду наређено да са својим одредима нападну са севера. Пред јаком византијским снагама, Војислав се повлачио избегавајући борбу и препуштајући им територију, тако да су Византинци без борбе пролазили Дукљом, палећи, пљачкајући и робећи, улазећи све дубље и дубље у зетске кланце. Иако се није упуштао у борбу због очигледне византијске бројчане надмоћи (савремени извори наводе цифре од 40.000, па и 60.000 војника, које се оне данас сматрају претераним, али се византијска бројчана надмоћ не доводи у питање, Војислав је са својим снагама запосео високе чуке и врхове кланаца којима су Византинци пролазили. Када је проценио да је скупио довољно плена и заробљеника, Михаило је наредио да војска крене да се враћа из унутрашњости Дукље ка приморју.
Путања којом су се Византинци враћали, ишла је кроз уске пролазе које је од раније држао под контролом Стефан Војислав. У изненадном ноћном нападу Војислављевих одреда на византијски логор у планинским теснацима, византијске снаге су потучене до ногу, а током борби је страдало седам њихових заповедника стратега. Он је овом победом, успео да сачува независност Дукље, чиме је она постала прва држава која је успела да избори своју независност од Византије, као и да прошири своју власт на околне српске кнежевине (Травунију и Захумље) које су до тада биле византијски вазали. У знак сећања на ову победу, у Црној Гори се датум битке прославља као дан војске Црне Горе.
Љутовид, protospatar epi tou hristotrikliniou, ipat i strateg, познат је на основу једне исправе из 1039. године. Најчешће се сматра да је у питању фалсификат, па се исторографији постојање овог стратега није сматрало веродостојним, док је Љутовид стварно био кнез Захумља. Ипак излагање Попа Дукљанина сасвим је у сагласју са наведеном титулом Љутомира из повеље — јер је управо њему поверена савезничка војска српских обласних господара, тј. византијских вазала. Он је био домаћи човек, вероватно родом из Захумља, који је у то време вршио дужност стратега Србије. На тај начин вест Јована Скилице да је драчки заповедник примио помоћ од стратега оближњих тема добија своју потврду.
Титула протоспатар epi tou hrisotrikliniou забележена је у спису византијских великодостојника од 971. године до 975. године, у Ексоријалном тактиону. У истом спису се налазе ипати и стратези. Тешко је да је неко у 13. веку могао да фалсификује овако компликовану титулу која се користила за 10. и 11. век, али и не за позније векове византијске историје.
Рат са Византијом је окончан за цео Војиславов живот. После победа над драчким капетаном Михаилом и стратегом Србије и Захумља Љутовидом, Стефан је својим синовима препустио даљу борбу. Освајајући северна подручја драчког темата, они су стигли до реке Војуше где су саградили тврђаву за лакше пљачкање. Поп Дукљанин помиње како су стално упадали у грчке области. Са вестима Попа Дукљанина био је и саглсан и Јован Скилица који описује догађаје из око 1052. године где пише да је Војиславов син Михаило склопио мир са византијским царем и уписао се за савезника и пријатеље Ромеја, добивши и тиме протоспатарски сан.

### Последње године
се Војиславу родио син, он се понудио да му буде кум на крштењу. Услед узајамног неповерења, они су се договорили да се нађу на ничијој земљи између Дубровника и Војислављевих земаља. Сам Катаклон је припремио дромоне на мору који су на његов знак требало да изненаде Војислава и заробе га. Међутим и сам Војислав је дошао на исту идеју и недалеко од места састанка је сакрио одред својих људи. На самом почетку састанка, Војислав је дао знак својим људима, који су изненадили Византинце и заробили стратега са сином и пратњом, након чега су их спровели у Стон. Иако се не наводи када се одиграо овај догађај, узима се да се то десило након 1042. године, јер се пре те године Стон није налазио под Војислављевом влашћу, иако има оних који га смештају пре 1034. године због рођења Војислављевог сина („Летопис попа Дукљанина” наводи да су му синови 1042. године већ били одрасли и учествовали у бици).
Стефан Војислав није дуго уживао у својим победама, изгледа да је он свега једну или две године се изненада разболео и умро у свом двору Прапратна. Сахрањен је у својој капели, вероватно при самом двору, у цркви Св. Андрије. Према Попу Дукљанину владао је 25 година.
Стање непријатељства према Византији је настављено до краја Војислављеве владавине тј. до средине XI века. Након његове смрти, дошло је до унутрашњих борби око власти међу његовим синовима, из којих је као победник изашао Михаило. Има оних који сматрају да му је победу у том рату донела византијска подршка, пошто је он почетком своје владавине признао врховну власт византијског цара (око 1052. године), након чега му је додељена византијска титула протоспатра.

## Наследници
После Војиславове смрти његови синови су наследили територију, Гојислав и Предимир добише Травунију са Грбљем, Михало је добио Обликј, Прапратну и Црмицу, Саганек Горску жупанију, Купелник и Балец, Радослав Луку жупу, Подлужије и Кучево у Будви са жупом.
Војислава је наследио његов син Гојислав и његова жена Неда, коју је највероватније после њене смрти 1046. наследио Михаило.
Хронологију владавине Стефана Војислава можемо веома прецизно успоставити. Наиме, његов син Михаило се задњи пут спомиње у изворима 1081. године у априлу код византијске принцезе Ане Комнине. Већ у октобру исте године дукљански одред пред Драчем предводи Михаилов син Бодин, тако да би се могло рећи да је Михаило умро између маја и октобра 1081. године. Дужина његове владавине према Дукљанину траје 35 година. Тако долазимо до закључка да је он владао од 1046. године до 1081. године, што значи да су браћа под надзором мајке управљали једну или две године, а да је Стефан Војислав сео на дукљански престо од 1019. године до 1044. године, уз један кратак период од три или четири године које је провео као сужањ у Цариграду (1035/1036 — 1038/1039).
Упркос сјајним војним победама које је однео над Византијом, а затим са наставком пљачкања драчке темата, Стефан Војислав није успео да скроз осамостали Дукљу. И ако Византија није могла да га победи, он није имао материјалних могућности да спроведе офанзивнији рат. Може се рећи да се на границама Дукље и драчког темата стално ратно стање које се сводило на брзе на византијску територију уз различите начине нападањаː скромне војне снаге, отимање стоке и заробљавање људи. И ако сама државна територија Дукље била је у време Војислава исувише мала да би могла да представља опасног противника за Царство.
Изгледа да је Дукља у доба Војиславове смрти обухватала у унутрашњости Травунију и Зету, као и приобални појас од Будве, преко Бара, до Скадра. Тек ће Војиславови потомци прошити своју власт према североистоку и истоку и прогласити се као водећи владари међу околним српским кнезовима.